# Daniel Hierrezuelo Navas
Daniel Hierrezuelo Navas (Málaga, Andalucía, España, 1 de septiembre de 1970) es un árbitro de baloncesto español de la liga ACB. Pertenece al Comité de Árbitros de Andalucía.

## Trayectoria
Es el menor de dos hermanos. Destacó ya de pequeño en colegio por su habilidad como portero de fútbol jugando en las categorías inferiores del C.D. Málaga. Ha estudiado educación física, aunque es una profesión que nunca ha ejercido siendo su actividad arbitral en la Liga ACB su dedicación plena, competición que dirige desde el año 1995.
Ha arbitrado tres Final Four, un Eurobasket, un Eurobasket femenino, tres finales de la Supercopa de España, cinco finales de la Copa del Rey, ocho finales de Liga ACB, una final del Mundial sub-19, dos Afrobasket, un Preolímpico y un NBA Europe Tour (San Antonio Spurs - ASVEL Lyon-Villeurbanne).
Dirigió la final de la Copa del Rey de 2018 que enfrentó al Real Madrid y al Fútbol Club Barcelona (90–92).

## Temporadas
| Categoría            | País   | Año       |
| -------------------- | ------ | --------- |
| Categorías bases     | España | 1988-1990 |
| 3ª División Andaluza | España | 1990-1991 |
| 2ª División Andaluza | España | 1991-1994 |
| Liga EBA             | España | 1994-1995 |
| Liga ACB             | España | 1995-     |
| Euroliga             | Europa | 2001-     |